# Cold Fish
Pour plus de détails, voir Fiche technique et Distribution.
Cold Fish (冷たい熱帯魚, Tsumetai nettaigyo) est un film japonais réalisé par Sion Sono, sorti en 2010.

## Synopsis
L'intrigue tourne autour du propriétaire d'une boutique de poissons tropicaux dont la vie et celle de sa famille bascule lorsqu'il fait la connaissance d'un autre marchand de poissons tropicaux qui s'avère être un tueur en série manipulateur.
L'histoire est inspirée des agissements d'un couple de tueurs en série Sekine Gen et Hiroko Kazama, propriétaires d'une animalerie, qui ont tué au moins quatre de leurs clients en 1993, pour des raisons d'argent.

## Fiche technique
- Titre : Cold Fish
- Titre original : 冷たい熱帯魚 (Tsumetai nettaigyo?)
- Réalisation : Sion Sono
- Scénario : Sion Sono et Yoshiki Takahashi
- Production : Akifumi Sugihara (producteur exécutif) et Yoshinori Chiba et Toshiki Kimura (producteurs)
- Musique : Tomohide Harada (ja)
- Photographie : Shin'ya Kimura (ja)
- Montage : Jun'ichi Itō (ja)
- Décors : Takashi Matsuzuka (ja)
- Pays de production :  Japon
- Langue originale : japonais
- Format : couleur — 35 mm — 1,85:1 — DTS
- Genre : drame, thriller, J-Horror
- Durée : 146 minutes
- Dates de sortie : 
  - Italie : 7 septembre 2010 (Mostra de Venise)
  - Japon : 29 janvier 2011[2]
  - France : 10 septembre 2011 (L'Étrange Festival)

## Distribution
Sauf indication contraire, les informations mentionnées dans cette section peuvent être confirmées par la base de données cinématographiques IMDb,  présente dans la section « Liens externes ».
- Mitsuru Fukikoshi : Nobuyuki Syamoto
- Denden : Yukio Murata
- Asuka Kurosawa : Aiko Murata
- Megumi Kagurazaka : Taeko Syamoto
- Hikari Kajiwara : Mitsuko Syamoto
- Tetsu Watanabe : Takayasu Tsutsui

## Distinctions
Source : Asianwiki
| Année | Cérémonie                                   | Catégorie                                             | Récompensé                     |
| ----- | ------------------------------------------- | ----------------------------------------------------- | ------------------------------ |
| 2010  | Fantastic Fest                              | Meilleur scénario fantastique                         | Sion Sono et Yoshiki Takahashi |
| 2010  | Festival international du film de Catalogne | Meilleur film (Casa Asia)                             | Cold Fish                      |
| 2011  | Festival du film asiatique de Deauville     | Lotus Air France (Prix de la Critique Internationale) | Cold Fish                      |
| 2011  | FanTasia                                    | Prix du public (meilleur film asiatique)              | Cold Fish                      |
| 2012  | Festival du film Mainichi 2011              | Meilleur second rôle                                  | Denden                         |
| 2012  | Blue Ribbon Awards 2011                     | Meilleur film                                         | Cold Fish                      |
| 2012  | Prix de l'académie japonaise                | Meilleur acteur dans un second rôle                   | Denden                         |
| 2012  | Festival du film asiatique d'Osaka          | Meilleure actrice dans un second rôle                 | Megumi Kagurazaka              |

## Autour du film
Le film s'inspire librement d'un fait divers japonais : Sekine Gen et Hiroko Kazama, un couple propriétaire d'une animalerie ayant assassiné au moins quatre personnes.
La première du film s'est déroulée lors de la 67e édition de la Mostra de Venise.